# Arma convencional
O termo armas convencionais refere-se geralmente a armas que tem uso relativamente comum e que não são armas de destruição em massa (por exemplo, armas nucleares, biológicas e químicas). Todos os armamentos utilizados em crimes, conflitos ou guerras são classificados como armas convencionais e incluem armas de pequeno calibre, minas terrestres e marítimas, bombas, foguetes, mísseis, bombas de fragmentação, etc. Essas armas usam materiais explosivos baseados em energia química, em oposição à energia nuclear em armas nucleares.